# 菩提酛
菩提酛（ぼだいもと）は、清酒製造に使用される酛（酒母）の一種、およびその酛を用いて造る酒の製法（菩提酛仕込）である。

## 概要
平安時代中期から室町時代末期にかけて、もっとも上質な清酒であった南都諸白のとりわけ奈良菩提山（ぼだいせん）正暦寺（しょうりゃくじ）で産した銘酒『菩提泉（ぼだいせん）』を醸していた。
時代が下るにつれ、やがて正暦寺以外の寺の僧坊酒や、奈良流の造り酒屋の産する酒にも用いられた。
室町時代初期『御酒之日記』、江戸時代初期『童蒙酒造記』などにその名を残し、当時の日本酒の醸造技術の高さを物語っている。
今日でいうザルの一種である笊籬（いかき）を使うことから「笊籬酛」とも呼ばれた。
1909年（明治42年）に「速醸酛」が開発され、菩提酛は大正時代には姿を消したと考えられてきた。しかし岡山県真庭市にある御前酒蔵元辻本店の原田巧杜氏が発起し、1986年から「御前酒 菩提酛にごり酒」を造っている。これが戦後に菩提酛造りを再現して造った日本酒の初見である。また昭和初期から奈良県神社庁の委託を受けて御神酒を造ってきた奈良県香芝市の醸造元大倉本家で、御神酒として作られる濁酒（どぶろくの一種）の製造に使われる特別な酒母が菩提酛であることが、2002年（平成14年）に判明した。
1996年（平成8年）7月に奈良県内の醸造元と奈良県工業技術センター、菩提山正暦寺などが協力し「奈良県菩提酛による清酒製造研究会」が発足、1999年（平成11年）、正暦寺において菩提酛を復元した酒母を作り、醸造元各社がその酒母を使って清酒を醸造、製品化することに成功した。

## 製法
新酒を仕込むのに残暑の厳しい日を選び、笊籬の中に蒸米を入れ、水中であらかじめ乳酸発酵させて「そやし水」と呼ぶ乳酸発酵液をつくり、他の材料と混ぜて酛をつくる。猛烈な臭いを発するが、高温で発酵が早く進み、夏でも安全に酛が造れるという。蒸米は強く仕掛ける。ふつう三回おこなう添（そえ）は二回にする。
麹によってデンプンが糖化して甘みを出し、味見を続けて、さらに渋みと辛味が加わったときに添をおこなう。麹は、酛も添も蒸米の六割にする。
中世の酒造技術書「御酒之日記」（ごしゅのにっき）に記されている製法はこのようなものである。
「原料米を1斗（15kg）用意し、濁りがきえるまで洗米する。米を1升と9升に分け、1升はご飯のように炊きあげ、残りの9升は生のまま水を張る。炊いた飯はよく冷まして笊籬（いかき、竹のカゴ）にいれ、吸水中の米の中に沈めておく。2日後に漬けおいた上澄みをすくい別の桶に取り置き、9升の米は蒸米にして冷却、笊籬中の1升も取り出し同量のコウジと混合する。その半量を桶の底に敷き、蒸米9升とコウジ4升を混ぜ合わせていれる。さらに取り置いた上澄み液を1斗（18L）注ぎ、その上に残り半量の飯とコウジをのせる。仕込んだ桶をむしろ包みで保温しながら7−10日発酵させて終了となる。」